# Gare de Barfleur
La gare de Barfleur est une gare ferroviaire française, fermée et désaffectée, des lignes de Cherbourg à Barfleur et de Valognes Montebourg à Saint-Vaast et à Barfleur, située sur le territoire de la commune de Barfleur, dans le département de la Manche en région Normandie. 
Elle est mise en service en 1886 par la Compagnie de chemins de fer départementaux (CFD) et fermée en 1950. Son ancien bâtiment voyageurs est situé place du Général-de-Gaulle.

## Situation ferroviaire
Établie à 4 mètres d'altitude, la gare de Barfleur est située au point kilométrique (PK) 036 de la Valognes Montebourg à Saint-Vaast et à Barfleur après la gare de Valcanville - Anneville (s'intercale la halte de Montfarville.
Gare de bifurcation, elle est également située au PK 31 de la ligne de Cherbourg à Barfleur, après la gare de Gatteville (s'intercale la halte de Quénanville.

## Histoire
En 1880, le projet de ligne de Valognes-Montebourg à Barfleur par Saint-Vaast en est à la finalisation des tracés. Barfleur fait partie de la deuxième section de Saint-Vaast à Barfleur. La décision d'y construire une station est déjà prise et l'enquête est en cours.
La gare de Barfleur est mise en service le 20 avril 1886 par la Compagnie de chemins de fer départementaux (CFD), lorsqu'elle ouvre officiellement à l'exploitation son réseau côtier comprenant la ligne de Valognes Montebourg à Saint-Vaast et à Barfleur et la ligne de Saint-Martin d'Audouville à Montebourg.

## Patrimoine ferroviaire
L'ancien bâtiment voyageurs est située place du Général-de-Gaulle.